# Steigt freudig in die Luft
Steigt freudig in die Luft (in tedesco, "Innalzatevi con gioia nell'aria") BWV 36a è una cantata di carattere profano di Johann Sebastian Bach.

## Storia
La cantata Steigt freudig in die Luft venne composta da Bach a Lipsia nel 1726 per il 24º compleanno della principessa Carlotta Federica Amalia di Nassau-Siegen, seconda moglie di Leopoldo di Anhalt-Köthen, e venne forse eseguita il 30 novembre dello stesso anno. Il testo è di Christian Friedrich Henrici, che lo pubblicò nel suo Ernst-Schertzhaffte und Satyrische Gedichte, Teil I del 1727. La musica è andata interamente perduta.

## Struttura
La cantata era suddivisa in nove movimenti:
1. Aria: Steigt freudig in die Luft zu den erhabnen Höhen.
2. Recitativo: Durchlauchtigste.
3. Aria: Die Sonne zieht mit sanften Triebe.
4. Recitativo: Die Dankbarkeit.
5. Aria: Sei uns willkommen, schönster Tag!
6. Recitativo: Wiewohl das ist noch nicht genung.
7. Aria: Auch mit gedämpften schwachen Stimmen.
8. Recitativo: Doch ehe wir.
9. Aria: Grüne, blühe, lebe lange.